# Петров, Евгений Владимирович
Евгений Владимирович Петров (род. 25 мая 1978, Белово) — российский шоссейный велогонщик, выступающий за команду Tinkoff. Мастер спорта России международного класса (1999), заслуженный мастер спорта России (2001) по велосипедному спорту. Выдающийся спортсмен РБ (1999).

## Биография
Петров Евгений Владимирович в 2001 году окончил Сибирскую академию физической культуры в г. Омске.
С 1998 года выступал за центр олимпийской подготовки "Агидель" в Уфе (тренер Р. Н. Латыпов).

## Карьера
Евгений Петров взял оба молодёжных «золота» чемпионата мира 2000 года. В том же году он стал чемпионом России среди взрослых в гонке с раздельным стартом. На следующий год Петров подписал первый профессиональный контракт, с «Mapei-Quick Step». В 2002 году он повторил успех в национальном чемпионате, а также выиграл многодневные Тур Словении и Тур де л'Авенир. В дальнейшем Петрову не удалось добиться подобных успехов, хотя он завоёвывал медали шоссейного чемпионата России в обеих дисциплинах. Уфимец стал ездить супермногодневки, в итоге сконцентрировавшись на Джиро д’Италия. В 2007 году он финишировал на Джиро 7-м, а через 3 года выиграл первый в истории «Team Katusha» этап итальянской гонки.
11 июля 2014 года сольным отрывом одержал победу на 6 этапе Тура Австрии 

## Достижения
1999
- 3-й — Чемпионат мира по шоссейным велогонкам среди U-23

2000
- Чемпион России в гонке с раздельным стартом
- Чемпион мира в групповой гонке среди молодёжи
- Чемпион мира в гонке с раздельным стартом среди молодёжи

2001
- 2-й на Тур де л'Эн

2002
- Чемпион России в гонке с раздельным стартом
- Победа в общем зачёте и на 4-м этапе Тура Словении
- Победа на Тур де л'Авенир
- Победа на Дуо Норман (с Филиппо Поццато)

2003
- Победа на 2-м этапе Вуэльты Кастилии и Леона

2005
- 2-й на Джиро дель Трентино

2006
- Бронзовая медаль в групповой гонке Чемпионата России
- Бронзовая медаль Чемпионата России в гонке с раздельным стартом

2007
- Серебряная медаль Чемпионата России в гонке с раздельным стартом
- 7-й в общем зачёте Джиро д’Италия

2010
- Победа на 11-м этапе Джиро д’Италия

## Выступления на супермногодневках
| Гранд Тур       | 2003 | 2004 | 2005 | 2006 | 2007 | 2008 | 2009 | 2010 | 2011 | 2012 |
| --------------- | ---- | ---- | ---- | ---- | ---- | ---- | ---- | ---- | ---- | ---- |
| Джиро д’Италия  | -    | -    | 50   | 57   | 7    | 29   | 34   | 31   | 39   | 61   |
| Тур де Франс    | 53   | 38   | НФ   | -    | -    | -    | -    | -    | -    | -    |
| Вуэльта Испании | -    | -    | -    | 18   | -    | 43   | -    | -    | 65   | -    |

## Награды
Ордена Почёта (2002), Дружбы (2000).
 Евгений Петров выиграл 6 этап Тура Австрии